# 4-й шассёрский полк
4-й шассёрский полк (фр. 4ème Régiment de Chasseurs) — бронекавалерийское (cavalerie blindée) формирование сухопутных войск Франции в составе 27-й горнопехотной бригады.
Сокращённое наименование на французском языке — 4e RCh.

## История
Непосредственно полк был создан в 1779 году из «добровольцев принца Клермона» (Volontaires de Clermont Prince), которые сами были созданы в 1758 году Луи де Бурдоном-Конде, графом де Клермоном. Но происхождение полка углубляется ещё дальше во времени, к созданию в 1675 году Нанкрейских драгун (Nancre Dragon). В дальнейшем полк стал именоваться как 4-й конношассёрский полк (4ème régiment de Chasseurs à cheval) в январе 1791 года.
4-й конношассёрский полк участвовал в революционных и наполеоновских войнах, а также в поддержании
порядка в Кабилии с 1855 по 1859 год.
Во времена Второй империи он участвовал в Австро-итало-французской войне (во Франции именуемая как «Итальянская кампания Второй империи»), а во время во время Первой мировой войны полк проявил себя во Второй битве при Артуа и Третьей битве на Эне с 1915 по 1918 год.
В 1940 году полк потерял три четверти своего личного состава, сдерживая натиск немецких танковых войск. Генерал Жан де Латр де Тассиньи сказал о них по этому поводу: «они вели себя как герои».
Полк реформирован в 1951 году, он нёс службу в Тунисе и Алжире, где личный состав подтвердил свою смелость и стойкость. Его знамя содержит названия сражений, в которых славно проявили себя шассёры:
- Сражение при Биберахе (1796)
- Бородинское сражение (1812)
- Битва при Мадженте (1859)
- Битва при Сольферино (1859)
- Вторая битва при Артуа (1915)
- Третья битва на Эне (1918)

С 1970 года полк является обладателем боевого знамени 4-го африканского шассёрского полка (4ème Chasseurs d’Afrique), аксельбанты которого он унаследовал по министерскому решению от 30 апреля 1970 года.

## Состав
- 3 бронекавалерийских эскадрона (3 escadrons de combat blindés)
- 1 разведывательный эскадрон (1 escadron de reconnaissance et d’intervention anti-char)
- 1 эскадрон управления и материального обеспечения (1 escadron de commandement et de logistique)
- 1 резервный эскадрон (1 escadron de réserve)[2]

## Вооружение
Колёсный танк AMX-10RCR, бронеавтомобиль VBL c 12.7-мм пулемётом М2, бронетранспортёр VAB с ПТРК Milan или 7.62-мм пулемётом MAG, гусеничный двухзвенный снегоболотоход VAC.